# Kasakhiske SSR
Den Kasakhiske Socialistiske Sovjetrepublik, Kasakhiske SSR, eller blot Kasakhstan, var en af republikkerne i Unionen af Socialistiske Sovjetrepublikker, USSR, også kaldet Sovjetunionen, fra 1936 til 1991. Kasakhiske SSR blev etableret den 5. december 1936 på grundlag af den Kasakhiske Autonome Socialistiske Sovjetrepublik, en autonom sovjetrepublik i Russiske Socialistiske Føderative Sovjetrepublik.
Med et areal på 2.717.300 km2 var Kasakhiske SSR den næststørste republik i USSR efter Russiske SFSR. Hovedstaden var Alma-Ata (i dag Almaty). Republikken var i sin levetid regeret af det kasakhiske kommunistparti.
Den 25. oktober 1990 erklærede den øverste sovjet i Kasakhiske SSR sin suverænitet over landet. Kommunistpartiets førstesekretær, Nursultan Naserbajev var i april 1990 blevet valgt til præsident i Kasakhiske SSR og forblev på posten som den nye republiks leder; en post han forblev i frem til 2019.
Kasakhiske SSR ændrede den 10. december 1991 sit navn til Republikken Kasakhstan og erklærede sin uafhængighed fra Sovjetunionen seks dage senere, som den sidste af republikkerne i USSR. Sovjetunionen blev officielt opløst den 26. december 1991 af Republikkernes Sovjet. Republikken Kasakhstan, der er den juridiske videreførelse af Kasakhiske SSR, blev optaget i FN den 2. marts 1992.

## Navn
Republikken var opkaldt efter det tyrkiske nomadefolk Kasakherne, der inden det russiske imperium overtog kontrollen med området, opretholdt et stærkt khanat i regionen.

## Historie

### Dannelse
Området var oprindeligt blevet indlemmet i Det Russiske Kejserrige. I forbindelse med opløsningen af kejserriget efter Oktoberrevolutionen i 1917 og den efterfølgende russiske borgerkrig blev området en del af Russiske SFSR. Den 26. august 1920 blev oprettet en autonom sovjetrepublik indenfor den føderale Russiske SFSR ved navn Kirgisiske ASSR (Ru.: Киргизская Автономная Социалистическая Советская Республика), der i juni 1925 ændrede navn til Kasakhiske Autonome Socialistiske Sovjetrepublik (Kasakhiske ASSR). Den 5. december 1936 ændrede Kasakhiske ASSR status fra at være en autonom republik indenfor Rusisske SFSR til at opnå status som en sovjetrepublik i Unionen af Socialistiske Sovjetrepublikker, USSR, under navnet Kasakhiske Socialistiske Sovjetrepublik.
Den 19. februar 1925 blev Filipp Golosjtjjokin udpeget som førstesekretær for kommunistpartiet i den nyligt etablerede Kasakhiske ASSR. Han drev fra 1925 til 1933 Kasakhiske ASSR stort set uden nogen form for indblanding udefra og spillede en væsentlig rolle i etableringen af jernbanen Turkestan-Sibirien, der blev anlagt for at kunne udnytte Kasakhstans mineralrigdom.
Efter Josef Stalin gav ordre til tvangskollektivisering af landbrugene i Sovjetunionen, beordrede Golosjtjyokin, at Kasakhstans befolkning, der overvejende bestod af nomader, skulle slå sig ned i kollektive landbrug (kolkhozer). Beslutningen medførte omfattende hungersnød i begyndelsen af 1930'erne, der anslås at have medført mellem 1 og 2 millioner omkomne.
Stalins tvangsdeportationer i 1930'erne medførte en væsentlig ændring af republikkens etniske sammensætning. De første store massedeportationer begyndte i 1937, hvor Sovjetunionen deporterede store dele af den koreanske befolkning fra det sovjetiske fjernøsten til Kasakhstan. Mere end 170.000 personer blev tvangsforflytet fra Fjernøsten til Kasakhiske SSR og til Usbekiske SSR.
Det er antaget, at årsagerne til massedeportationen af koreanere fra sovjetisk fjernøsten har været et ønske om at eliminere eller undertrykke opposition i Fjernøsten og/eller at sikre grænserne til Kina og Japan ved at bruge den koreanske befolkning som en del af forhandlinger. Dertil kom, at den omfattende hungersnød, der slog mellem 1 og 2 millioner mennesker ihjel og fik omkring en million til at forlade området, skabte mangel på arbejdskraft i området, hvilket Stalin søgte at løse ved at deportere store befolkningsgrupper til området.
I slutningen af 1920'erne blev anlagt en ny by, Karaganda, i et kulfelt i republikken. Byen blev i væsentligt omfang opført af deporterede tvangsarbejdere, der ligeledes arbejdede i kulminen og i områdets kulindustri. Arbejdslejren blev en af de største lejre i Gulag-systemet. Mere end en million politiske fanger fra forskellige dele af Sovjetunionen passerede gennem arbejdslejren mellem 1931 og 1959, hvoraf et ukendt antal omkom.
Under 2. verdenskrig blev en stor del af den sovjetiske industri flyttet østpå, herunder til Kasakhstan, hvilket bidrog til industrialisering af republikken. I 1950'erne og 1960'erne blev borgerne i USSR opfordret til at flytte til Kasakhstan for at udvikle republikken. Strømmen af indvandrere, de fleste etniske russere, medførte en forandring af området demografiske sammensætning, hvor de oprindelige kasakhere blev en minoritet i området. Tilsvarende blev russisk det dominerende sprog i republikken. Andre større etniske grupper var ukrainere, tyskere, jøder, hviderussere, koreanere m.fl. Den tyske befolkning udgjorde på tidspunktet for uafhængighed 8% af befolkningen, den største koncentration af etniske tyskere noget sted i USSR. Ved uafhængigheden benyttede mange etniske grupper muligheden til at emigrere.

### Opløsning
I december 1986 blev den mangeårige førstesekretær for Kasakhiske SSR's kommunistparti Dinmukhamed Konajev afsat af USSR's leder, generalsekretær Mikhail Gorbatjov. Der foreligger flere forklaringer på afsættelsen, der formentlig var et led i Gorbatjovs opgør med Brejsnjevtidens ledere og muligvis en aktiv deltagelse i en intern Kasakhisk magtkamp. Som afløser for Konajev indsatte Politbureauet russeren Gennadij Kolbin, der ikke tidligere havde boet i Kasakhstan. Udnævnelsen udløste få dage efter omfattende uroligheder fra Nursultan Naserbajevs støtter. Urolighederne mellem den 16. og 19. december 1986, kendt som Jeltoqsan, begyndte i hovedstaden Alma-Ata og spredte sig til en række større byer i landet. Mellem 160 og 200 civile blev dræbt under myndighedernes nedkæmpning af urolighederne.
I løbet af 1989 opstod omfattende demonstrationer flere steder i USSR's republikker, herunder Kasakhiske SSR, hvor urolighederne udviklede sig til omfattende hærværk og flere dræbte. De voldsomme uroligheder i republikken medførte, at Gennadij Kolbin blev afsat af kommunispartiet, der i stedet indsatte Nursultan Nazarbajev som leder af republikken. Sovjetunionen var på dette tidspunkt i opløsning, og der blev gennemført valg i flere af republikkerne, hvor nationalistiske dagsordener fandt fodfæste, og hvor kommunistpartierne tabte. I Kasakhstan blev afholdt valg den 25. marts 1990, hvor kommunistpartiets Nursultan Nazarbajev blev sejrherren. Som en af de sidste af USSR's republikker erklærede Kasakhiske SSR suverænitet 25. oktober 1990. Republikken deltog i folkeafstemningen om bevarelse af unionen, men i en anden form, hvorunder 94,4% stemte for. Planen om en ny union blev dog ikke til noget, som følge af Augustkuppet i Sovjetunionen.
Den 8. december 1991 erklærede Rusland, Hviderusland og Ukraine ved Minsk-aftalen Sovjetunionen opløst, og den 10. december ændrede Kasakhiske SSR sit officielle navn til Republikken Kasakhstan og erklærede sin uafhængighed den 16. december 1991 (femårs-dagen for Jeltogsan) som den sidste af sovjetrepublikkerne. Kasakhstans hovedstad lagde navn til dokumentet, der formelt opløste Sovjetunionen, (Alma-Ata protokollen) og i stedet etablerede afløseren Fællesskabet af Uafhængige Stater (SNG), som Kasakhstan blev en del af. Sovjetunionen ophørte officielt med at eksistere den 26. december 1991, hvorefter Kasakhstan blev en internationalt anerkendt stat.

## Befolkning
Ifølge den første folketælling i området foretaget i 1897 udgjorde kasakhere 81,7% af den samlede befolkning (3.392.751 personer) i det, der i dag udgør Kasakhstan. Den rusisske befolkning udgjorde 454.402 personer (10,95%), 79.573 ukrainere (1.91%), 55.984 tatarer (1,34%), 55.815 uighurere (1,34%), 29.564 usbekere (0,7%), 11.911 moldavere (0,28%), 4,888 dunganere (0,11%), 2.883 turkmenere, 2.613 tyskere, 2.528 basjkirere, 1.651 jøder og 1.254 polakker.
| Etnisk sammensætning af Kasakhstans befolkning | Etnisk sammensætning af Kasakhstans befolkning | Etnisk sammensætning af Kasakhstans befolkning | Etnisk sammensætning af Kasakhstans befolkning | Etnisk sammensætning af Kasakhstans befolkning | Etnisk sammensætning af Kasakhstans befolkning | Etnisk sammensætning af Kasakhstans befolkning |
| Etnicitet                                      | 1926                                           | 1939                                           | 1959                                           | 1970                                           | 1979                                           | 1989                                           |
| ---------------------------------------------- | ---------------------------------------------- | ---------------------------------------------- | ---------------------------------------------- | ---------------------------------------------- | ---------------------------------------------- | ---------------------------------------------- |
| Kasakher                                       | 58.5                                           | 37.8                                           | 30.0                                           | 32.6                                           | 36.0                                           | 40.1                                           |
| Russere                                        | 18.0                                           | 40.2                                           | 42.7                                           | 42.4                                           | 40.8                                           | 37.4                                           |
| Ukrainere                                      | 13.88                                          | 10.7                                           | 8.2                                            | 7.2                                            | 6.1                                            | 5.4                                            |
| Hviderussere                                   | 0.51                                           | 1.2                                            | 1.5                                            | 1.2                                            | 1.1                                            | 0.8                                            |
| Tyskere                                        | 0.82                                           | 1.50                                           | 7.1                                            | 6.6                                            | 6.1                                            | 5.8                                            |
| Tatarer                                        | 1.29                                           | 1.76                                           | 2.1                                            | 2.2                                            | 2.1                                            | 2.0                                            |
| Usbekere                                       | 2.09                                           | 1.96                                           | 1.5                                            | 1.7                                            | 1.8                                            | 2.0                                            |
| Uighurer                                       | 1.01                                           | 0.58                                           | 0.6                                            | 0.9                                            | 1.0                                            | 1.1                                            |
| Koreanere                                      |                                                |                                                | 0.8                                            | 0.6                                            | 0.6                                            | 0.6                                            |

Demografien er tillige præget af de omfattende tvangsdeportationer, der blev i værksat af Stalin-regimet, hvor store befolkningsgrupper blev sendt til Kasakhstan, ligesom der blev sendt store grupper af politiske fanger m.v. til tvangsarbejde i republikken.

### Hungersnød
Den demografiske sammensætning af befolkningen i Kasakhiske SSR var præget af de omfattende sultkatastrofer i 1920'erne og 1930'erne, der var resultatet af tvangskollektiviseringer af landbrug i republikken. Ifølge vurderinger af konsekvenserne af hungersnøden i 1930-33 blev antallet af kasakher reduceret med op til 40% som følge af død eller flugt fra området. De officielle data fra regeringen viser, at antallet af kasakher faldt fra 3,6 mio. mennesker i 1926 til 2,3 mio. i 1939.

## Økonomi
Kasakhiske SSR var ved sin etablering et tyndt befolket område, hvor nomadiske kasakher udgjorde hovedparten af befolkningen. Ved Nazi-Tysklands invasion af Sovjetunionen blev en stor del af den sovjetiske industri evakueret mod øst, herunder til Kasakhiske SSR. Flytningen indebar at der opstod en del sværindustri i republikken. Området er endvidere rigt på mineraler og der blev udviklet en omfattende mineindustri.
Efter krigen iværksatte Nikita Khrusjtjov kampagnen "Det jomfruelige land" med det mål at opdyrke det store landområde og for at forøge Sovjetunionens landbrugsproduktion. Som led i kampagnen blev indvandring til Kasakhstan opmuntret. Kampagnen blev dog ikke en succes og den blev opgivet i 1960'erne.
Sovjetunionens rumhavn, i dag kaldet Bajkonur-kosmodromen, var placeret i Kasakhiske SSR ved Tjuratam, og den hemmelige by Leninsk (i dag Bajkonur) blev opført til at huse rumhavnens personel. Der blev i sovjettiden tillige etableret et område til test af Sovjetunionens atomvåben, Semipalatinsk Testcenter.

## Kultur
I Sovjetunionens tidlige historie blev den kasakhiske kultur både udviklet og begrænset. Senere, under Stalin, blev mange kasakhiske kulturpersonligheder fængslet, forvist eller dræbt i Stalins udrensninger. Efter Stalin-æraen søgte Khrusjtjov at genoplive internationalismen, hvilket i Kasakhiske SSR af dele af kommunistpartiet blev betragtet med skepsis, da den kasakhiske kultur derved blev begrænset yderligere. Kasakherne betragtede Khrusjtjovs internationalistiske mål som russificering.
I 1937 påbegyndte den sovjetiske regering en række tvangsdeportationer af etniske minoriteter, såsom sovjetiske koreanere, Volgatyskere og forskellige andre minoriteter til Kasakhiske SSR, et program, der først endte ved Stalins død i 1953.